# 達悟族白種人傳說
達悟族白種人傳說，是台灣達悟族的一則傳說，傳說中有一對夫婦生下漂亮的白人姊妹，雖然受到眾人所喜愛，但她們的美貌也帶給她們不幸。

## 傳說
據說在今天漁人部落（Iratay）的Sira do kavaai家族中，曾經有一個名叫希夫嘎（Si-vokak）男性娶了紅頭部落（Imaorod）Sira do zezeken家族的女子為妻，並且生下了兩個女兒，但那兩位女兒相當異常，皮膚白皙、頭髮還是金色的，看起來就像外來的白種人，蘭嶼島上從來沒出現過這樣的人，父母也非常喜愛她們，後來希夫嘎建造了主屋並舉行落成禮，典禮上兩位女兒首次在眾人面前亮相，她們的美貌讓大家感到相當驚訝，甚至停止了唱歌，大肆讚揚她們的美貌。
然而，因為她們搗亂了落成禮的秩序，再加上受到族人過度的讚美，導致她們被天神所忌妒，在出嫁前便陸續生病而亡。

## 文化
達悟族的文化中，有著「物極必反」、「滿必遭損」的觀念，過度的讚美是不祥的，會給人招致災禍，也因此他們的傳統歌謠的歌詞裡總會帶有一點貶意，而上述的傳說也印證了這項觀念。
除了達悟族外，也有部分台灣原住民族有這樣的觀念，如布農族會在小孩的臉上塗煙垢，代表小孩不漂亮，希望魔鬼不會把他們抓走。